# Pteris hamulosa
Pteris hamulosa là một loài thực vật có mạch trong họ Pteridaceae. Loài này được (H. Christ) H. Christ miêu tả khoa học đầu tiên năm 1909.